# Höchenschwand
Höchenschwand – miejscowość i gmina w Niemczech, w kraju związkowym Badenia-Wirtembergia, w rejencji Fryburg, w regionie Hochrhein-Bodensee, w powiecie Waldshut, wchodzi w skład związku gmin St. Blasien. Leży w Schwarzwaldzie, ok. 12 km na północny zachód od Waldshut-Tiengen, przy drodze krajowej B500.

## Polityka
Ostatnie wybory samorządowe odbyły się 13 czerwca 2004. W radzie gminy zasiada 12 radnych, z czego 5 jest bezpartyjnych, 4 są z CDU, 3 pozostali z SPD.

## Współpraca
Miejscowość partnerska:
- Arradon, Francja